# لجنة التجارة العادلة (اليابان)
لجنة التجارة العادلة اليابانية (公正取引委員会 Kōsei Torihiki Iinkai، JFTC) هي الجهة المنظمة للمنافسة في اليابان. وهي لجنة تابعة للحكومة اليابانية مسؤولة عن تنظيم المنافسة الاقتصادية ، بالإضافة إلى تطبيق قانون مكافحة الاحتكار . تُعرف اللجنة التي يرأسها رئيس، باسم Kōtori (公取) أو Kōtorii (公取委) .

## أجراءات
في 13 يوليو 2004، طلبت اللجنة من مايكروسوفت إزالة بند تعتقد أنه يضر بأنشطة الشركات اليابانية التي تحصل على تراخيص نظام التشغيل مايكروسوفت ويندوز من شركة مايكروسوفت. واجهت مايكروسوفت سابقًا إجراءً آخر من لجنة التجارة العادلة اليابانية عندما اضطرت الشركات المصنعة اليابانية إلى تضمين مايكروسوفت وورد في الأنظمة الجديدة بدلاً من برنامج معالج النصوص المحلي إيتشيتارو .

## أنظر أيضاً
- قانون المنافسة
- سياسة المنافسة
- حماية المستهلك